# Ekatarina Velika
Ekatarina Velika (Português: Catarina, a Grande, também conhecida como EKV) foi uma banda de culto da década de 80 na ex-Jugoslávia, (actualmente Sérvia), tendo sido também um dos grupos mais influentes a emergirem na cena musical de Belgrado.
Inicialmente chamado Katarina II, o grupo conseguiu sobreviver ao abandono de alguns dos seus membros ao longo dos anos, tornando-se, na sua carreira de doze anos, numa das mais importantes bandas rock de todos os tempos. O núcleo duro da banda era constituído por Milan Mladenović (vocalista/guitarrista), Margita Stefanović (teclista) e Bojan Pečar (baixista).

## História

### Katarina II (1982–1984)
Após o fim dos Šarlo Akrobata, em Fevereiro de 1982, Milan Mladenović (guitarra, vocais) decide, juntamente com Gagi Mihajlović (guitarra), Dušan Dejanović (bateria) e Zoran “Svaba” Radomirović (baixo), formar uma nova banda. Baptizada de Katarina II, devido ao amor não-correspondido de Gagi por uma rapariga chamada Katarina, a primeira fase do grupo é marcada pela instabilidade, com muitos dos elementos da banda a abandonarem o projecto. No final de 1982, após uma actuação na sala de cinema Topčiderska Zvezda, Margita Stefanović junta-se ao grupo. Pianista clássica de formação, Margita irá dar um novo alento à secção rítmica dos Katarina II, desfalcada desde a saída de “Svaba” para os Du Du A e de Dejanović para os Disciplina Kičme, liderados por Dušan Kojić "Koja", antigo companheiro de Milan nos Šarlo Akrobata.
A vaga aberta na bateria seria preenchida por um antigo elemento dos Grupa I, Branko Kuštrin “Mango”, o qual ficaria com os Katarina II por apenas alguns meses, sendo substituído pelo antigo colega de Milan nos Šarlo Akrobata, Ivan Vdović “VD”. No início de 1983, Bojan Pečar, antigo baixista dos VIA Talas , torna-se membro da banda. Na primavera desse mesmo ano, os Katarina II participam na Bienal de Zagreb, sendo bem recebidos pela crítica. Pouco tempo depois, gravam o material para o seu álbum de estreia, contando com a colaboração do actor Svetislav Goncić na flauta. As sessões de gravação das músicas foram concluídas no estúdio Druga Maca. Mas, devido a uma conjugação de factores, muitos deles tendo que ver com a fraca qualidade do equipamento técnico, o material ficou inutilizado.
No ano seguinte, nos estúdios da Radiotelevizija Slovenija, a banda aceitou a proposta do músico Srdan Marjanović, à época director musical da editora ZKP RTLJ, para re-gravar as músicas do álbum de estreia. Katarina II, o homónimo álbum de estreia, seria lançado em 1984, com a maioria das letras a serem escritas por Milan, exceptuando-se apenas as canções Vrt (Jardim) e Platform (Plataforma), compostas por Gagi, enquanto que a melodia partia de uma colaboração entre os dois. Em faixas como Aut (Fora), Jesen (Outono), Radostan Dan (Dia Alegre), Treba da Se Čisti (Precisas de Ser Limpo), Ja Znam (Eu Sei), a banda conseguiu conciliar a sensibilidade descritiva das letras de Milan com a energia do estilo new wave. O disco foi produzido por Đorđe Petrović e contou com a participação de artistas convidados como Mario Čelik nas congas e do membro dos Film, Juri “Kuzma” Novoselić no saxofone.
Pouco tempo depois do lançamento do álbum, a banda passou por novos ajustes no seu alinhamento. Após desentendimentos com Milan quanto ao rumo da banda e de ter tido problemas com a Justiça, acabando preso, Gagi, após cumprida a pena, seria informado pelos restantes membros dos Katarina II de que já não era membro do grupo. No entanto, como Gagi reclamava direitos autorais pela utilização do nome Katarina II, a banda viu-se forçada a escolher outro. Acrescendo a este facto, Vdović sairia também da banda, devido a problemas relacionados com o consumo de drogas, juntando-se mais tarde aos Du Du A e, posteriormente, aos Heroji. Ivan Fece “Firchie”, antigo baterista dos Luna, seria o seu substituto.

### Ekatarina Velika, S Vetrom uz Lice (1984-1987)
Com o fim dos Katarina II, os restantes membros da banda continuaram a trabalhar, escolhendo para o grupo um novo nome, Ekatarina Velika (Catarina, a Grande, em referência à antiga czarina da Rússia). Durante esta fase, os EKV dão inúmeros concertos por toda a ex-Jugoslávia, parando amiúde em Belgrado, Zagreb e Ljubljana (capitais das repúblicas sérvia, croata e eslovena, respectivamente), onde fazem as suas aparições nas televisões locais.
No início de 1985, gravam o seu segundo álbum, o primeiro como Ekatarina Velika. Igualmente homónimo do nome da banda, o novo disco é gravado nos estúdios Sim, em Zagreb, sendo produzido por Vladimir Smolec e pelos membros do grupo. Contando com as participações especiais de Massimo Savić, vocalista dos Dorian Gray e de Tomo in der Mühlen, guitarrista dos Karlowy Vary, o álbum proporciona à banda alguns dos seus primeiros sucessos. Oči Boje Meda (Olhos Cor de Mel), Modro i Zeleno (Azul e Verde) e Tattoo (Tatuagem). Levando à letra o nome desta última canção, a capa do álbum, criada por Dušan Gerzić, apresenta os elementos da banda com o corpo pintado com motivos utilizados nos rituais dos índios americanos. Após o lançamento do álbum, a 22 de Março de 1985, os EKV tocaram fora da Jugoslávia pela primeira vez na sua carreira, deixando uma boa impressão no festival Dias da Cultura, em Turim, Itália. Outro concerto memorável tem lugar em Zagreb, inserido no programa Bolje vas Našli, que fomentava o intercâmbio entre bandas de diferentes repúblicas da ex-Jugoslávia.
Em finais de 1985, Fece deixou a banda para cumprir o serviço militar obrigatório no JNA (Exército da Jugoslávia), juntando-se posteriormente aos Laboratorija Zvuka. Para o seu lugar chegou Ivan Ranković “Raka”, da banda Tvrdo Srce i Velike Uši. No ano seguinte, já com o novo alinhamento estabilizado, os EKV lançam o seu terceiro álbum, S Vetrom uz Lice (Contra o Vento), que seria a sua rampa de lançamento para o estrelato. O disco, produzido por Milan, Margita e Dragan Čačinović, teve como principal característica a utilização do sampler de 8 bits, E-mu Emulator II. Com os sucessos Budi Sam na Ulici (Sozinho na Rua), Ti Si Sa Moj Bol (Vocês São a Minha Dor), Kao da je Bilo Nekad (Como Era Uma Vez) e Novac u Rukama (Dinheiro nas Mãos), veio a recepção pouco calorosa, queixando-se os críticos das semelhanças com o trabalho dos Simple Minds.
Lançado o álbum, o grupo fez várias tournées pela Jugoslávia, gravando uma das suas cinco actuações no clube Kulušić, todas elas com lotação esgotada. O material, gravado a 2 de Novembro de 1986, seria lançado no início de 1987, no álbum ao vivo EKV 19LIVE!86. A banda promoveu o lançamento deste álbum em Belgrado, durante o mês de Janeiro, triunfando em toda a linha com os seis concertos esgotados no centro cultural Dom Omladine. Ainda na primavera desse ano, Ivan Ranković decidiu sair dos EKV, de modo a formar um novo grupo (Ulica Od Meseca) com os seus antigos companheiros dos Tvrdo Srce i Velike Uši. Ranković foi substituído pelo actor Srđan Todorović, antigo baterista dos Disciplina Kičme. A sua primeira aparição com a banda surge a 9 de Abril, no festival New Rock, realizado no clube La Locomotive, em Paris. No outono desse mesmo ano, os EKV recebem o prémio Sedam Sekretara SKOJa pelos seus sucessos musicais.

### Ljubav, Samo Par Godina za Nas (1987-1991)
Durante o verão de 1987, a banda apresenta o seu novo disco, Ljubav (Amor), co-produzido pela banda e pelo músico australiano Theodore Yanni. O novo trabalho evidenciava um som mais orientado para as sequências rítmicas das guitarras. A capa seria da autoria de Margita e do artista Vuk Vidor. Temas relevantes deste novo álbum foram Zemlja (Terra), Pored Mene (Além de Mim), Ljubav (Amor), 7 Dana (7 Dias) e Ljudi iz Gradova (Pessoas das Cidades). Ljubav continha ainda o primeiro sinal da sombria presciência que haveria de marcar alguns dos maiores sucessos da banda, a canção Tonemo (Afundamo-nos). A banda cimentaria ainda com este álbum o seu estatuto de atracção ao vivo, esgotando por duas vezes a arena de desporto Pionir Hall. Nova tournée é iniciada em princípios de 1988, convidando os EKV a vocalista dos Oktobar 1864, Tanja Jovićević, e o vocalista e guitarrista dos Van Gogh, Zvonimir Đukić, como músicos de apoio nos espectáculos ao vivo. Fece regressa à banda, substituindo Todorović na bateria durante a digressão, antes de se mudar para Nova Iorque, em Maio desse mesmo ano.
Em Janeiro de 1989, a banda conclui as gravações do seu quinto álbum de estúdio, Samo Par Godina za Nas (Apenas Alguns Anos para Nós), contando com a colaboração de Mitar Subotić (produção do álbum, guitarra) e Tanja Jovićević (voz de apoio). Visto pelos críticos como a mera continuação do álbum anterior, Samo Par Godina za Nas acabaria por se tornar num dos melhores álbuns da história do rock. Sucessos como Krug (Círculo), Srce (Coração) e Par Godina za Nas (Alguns Anos para Nós) marcariam toda uma geração. A banda estava agora no seu auge, actuando no festival EBU-UER em Novi Sad e, em 1990, no festival Midem, em Cannes, e na primeira bienal de música rock europeia realizada em Toulouse. No final desta digressão, Todorović deixa a banda com o intuito de se focar na sua carreira de actor. Bojan Pečar decide também partir, mudando-se para Londres. Entretanto, para colmatar estas saídas, os EKV convidam o antigo baterista dos U Škripcu, Marko Milivojević, e Miško Petrović "Plavi", antigo baixista dos VIA Talas, D’ Boys e Piloti.

### Dum Dum, Neko nas Posmatra (1991-1994)
Em 1991, os EKV lançam um novo álbum, intitulado Dum Dum (Bang Bang). Tendo como artistas convidados o antigo membro dos Plejboj, Bata Božanić, Dušan Petrović (ambos baixistas), Tanja Jovićević (voz de apoio), Zvonimir Đukić (guitarra) e Mitar Subotić nos teclados, o álbum será o reflexo da situação política do país, mergulhado numa guerra fratricida entre as diferentes repúblicas que constituíam a República Socialista Federativa da Jugoslávia. Produzido por Theodore Yanni, terá como principais canções Dum Dum (Bang Bang), Idemo (Vamos), Zabranjujem (Eu Proíbo) e Bledo (Pálido). No ano seguinte, Milan participa no projecto musical anti-guerra Rimtutituki, que contaria ainda com a colaboração de membros dos Električni Orgazam e dos Partibrejkers, lançando o single Slušaj 'Vamo (Oiçam).
No verão de 1992, a banda partiu em digressão com o seu novo baixista, Dragiša Uskoković "Ćima”. A 25 de Setembro desse ano, Ivan Vdović, antigo baterista dos EKV, morre, vitimado pela SIDA.
O último álbum de estúdio do grupo, Neko nas Posmatra (Alguém nos Observa), será lançado em Maio de 1993. Partindo de uma abordagem mais acessível ao grande público em termos de som, nem por isso deixam as letras de manter uma toada pessimista quanto ao futuro, sendo, porém, bastante menos pesado que o seu predecessor, Dum Dum. Os principais destaques deste álbum foram Zajedno (Juntos), Just Let Me Play Some Modern R'n'R Music (Apenas Deixem-me Tocar Alguma Música Rock), Jadransko More (Mar Adriático) e Ponos (Orgulho). Pela primeira vez, a banda inclui uma cover, Istina Mašina, música originalmente tocada pela banda jugoslava Time. Este álbum foi produzido por Milan e teve como convidados Srđan Todorović, Tanja Jovićević e um coro de crianças (na canção Jadransko More).
Após o lançamento do álbum, em Setembro desse ano, os Ekatarina Velika actuam em Praga e em Berlim, juntamente com os Električni Orgazam, Partibrejkers e a banda de Zagreb, Vještice, numa ronda de concertos intitulada Ko To Tamo Pjeva? (Quem É Esse Aí Cantando?). Nessa época, Milan e Margita dão algumas actuações acústicas em clubes, muitas vezes acompanhados pelo guitarrista dos Partibrejkers, Nebojša Antonijević "Anton” e por vários músicos de jazz. Passado algum tempo, Milan parte para o Brasil, onde trabalha num projecto chamado Angel’s Breath, juntamente com Mitar Subotić e um alinhamento de músicos brasileiros. Milan e Mitar principiam então a gravar o material parcialmente escrito em 1985, quando, com o guitarrista Goran Vejvoda, actuaram diversas vezes vezes ao vivo sob o nome Dah Anđela (Sopro dos Anjos).
Os Ekatarina Velika retomaram a sua actividade após o regresso de Milan à Jugoslávia. Existiam planos para a criação de um novo álbum, possivelmente intitulado de Ponovo Zajedno (Juntos Novamente), mas a ideia foi posta de parte devido aos problemas de saúde de Milan. Os EKV deram o seu último concerto a 24 de Agosto de 1994, no festival Pjesma Mediterana, em Budva (Montenegro). No dia seguinte, Milan deu entrada no hospital, sendo-lhe rapidamente diagnosticado um cancro no pâncreas. Alguns meses depois, a 5 de Novembro, Milan Mladenović morre em Belgrado, aos 36 anos de idade. Com a morte do seu vocalista, os Ekatarina Velika cessam a sua actividade.

### Depois do Fim dos EKV
Com o fim da banda, os seus membros dispersaram-se por outros projectos musicais. Margita Stefanović continuou ligada à música, trabalhando por algum tempo com a banda de covers, Kurajberi. Em 1995, juntamente com Vladimir Stojanović, funda os EQV, lançando o álbum Ti Si Sav Moj Bol (Vocês São a Minha Dor), através da editora discográfica austríaca, Coop Arts Crafts Unltd. Em Outubro desse mesmo ano, actuam no festival Talkit de Viena. Margita faz ainda algumas aparições ao vivo com grupos como os Direktori, Glisers e Zion Banda, além das colaborações, como artista convidada, nos álbuns de inúmeras bandas rock de Belgrado. Em 1996, participa no álbum acústico dos Električni Orgazam, Živo i akustično (Ao Vivo e Acústico), e em 1998, no quinquagésimo aniversário da assinatura da Declaração Universal dos Direitos do Homem, actua em Pula (Croácia), com Zoran Stojanović, o líder da banda de Zagreb, Veliki Bijeli Slon. Margita torna-se assim, a par de Rambo Amadeus, na primeira artista sérvia a tocar na Croácia depois da Guerra Civil Jugoslava.
No início de 1997, foi lançado por Fece um álbum póstumo de actuações ao vivo, Live '88, que continha gravações dos concertos realizados nesse ano em Novi Sad e Zagreb. A gravação de Zagreb, realizada no clube Kulušić, foi anunciada pelo crítico musical Dražen Vrdoljak, tendo Theodore Yanni como guitarrista convidado. Ainda nesse ano, Margita funda a editora EKV Records e começa a reeditar os álbuns de estúdio dos EKV com actuações ao vivo que não haviam sido editadas. A reedição de Ljubav, por exemplo, continha material ao vivo das actuações no Novi Sad SNP (em 1988) e na sala de espéctaculos Dom Omladine (realizada a 13 de Novembro de 1991). Samo Par Godina za Nas tinha também material ao vivo, gravado no festival Avala, realizado em Setembro de 1990, enquanto que Dum Dum dava a conhecer demos e novas versões das músicas do álbum, além da gravação ao vivo de um concerto de 1991, no Dom Omladine.
A antiga editora dos EKV, a PGP RTS, também contribuiu na reedição dos CD’s da banda, lançando em 1998 a compilação Kao Nada, Kao Govor, Kao More... (Como Esperança, Como Discurso, Como o Mar…), com material escolhido dos últimos quatro álbuns de estúdio do grupo.
A 13 de Outubro de 1998, Bojan Pečar morre em Londres, vítima de ataque cardíaco. Passados dois anos, a 16 de Novembro de 2000, morre outro antigo elemento da banda, Dušan Dejanović.
Entre 2001 e 2002, a EKV Records reeditou o resto do catálogo dos Ekatarina Velika, acrescentando-lhe actuações ao vivo inéditas. A editora lança ainda o álbum ao vivo Kao u Snu - EKV Live 1991 (Como Num Sonho – EKV Live 1991).
No dia 18 de Setembro de 2002, pouco tempo depois de ter sido diagnosticada como seropositiva, Margita Stefanović morre em Belgrado, aos 43 anos de idade.

## Legado
Vista como uma das melhores bandas que despontaram na antiga Jugoslávia, os Ekatarina Velika, na sua curta carreira de doze anos, renovaram a música rock, tornando-se numa referência incontornável neste género musical. Dos grupos altamente influenciados pelo seu trabalho, surgem na dianteira os Van Gogh, que alcançaram o estatuto de estrelas na Sérvia em meados dos anos 90. Outra banda muito influenciada pelos EKV são os Block Out.
Em 2003, dois álbuns de tributo são lançados: Jako Dobar Tattoo - Tribute to EKV (Muito Boa Tatuagem – Tribute to EKV) e Kao da je bilo nekad... Posvećeno Milanu Mladenoviću (Como Era Uma Vez… Dedicado a Milan Mladenović). Este último disco consistia em 15 covers de canções da autoria de Milan (catorze dos EKV e uma dos Šarlo Akrobata), tocadas por uma vasta gama de músicos, que abrangia tanto os veteranos do rock, como Dado Topić, como vários músicos de bandas contemporâneas dos Ekatarina Velika, como os Električni Orgazam, Darko Rundek, Partibrejkers, Miško Plavi, Vlada Divljan, Del Arno Band e a cantora Tanja Jovićević, além de novas bandas, que cresceram a ouvir os EKV, como os Jarboli, Darkwood Dub, Novembar, Night Shift, Block Out e os Vroom. O antigo colega de banda de Milan nos Šarlo Akrobata, Dušan Kojić, também participou no álbum, sob o pseudónimo de Crni Zub (Dente Preto), participando na cover de Zemlja.
O outro álbum de tributo, Jako Dobar Tattoo - Tribute to EKV, era uma gravação de um concerto de homenagem aos Ekatarina Velika, realizado no dia 22 de Fevereiro de 2003, no clube Tvornica, em Zagreb. As bandas que participaram nesta homenagem incluíam grupos croatas, como os Le Cinema, Vatra e Urban & 4, e artistas a solo, como Massimo Savić e o vocalista dos Električni Orgazam, Srđan "Gile" Gojković, que actuaram com a banda de tributo aos EKV, Veliki Bijeli Slon. Darko Rundek e a sua Cargo Orkestar também actuaram neste concerto de homenagem.
Em Novembro de 2006, a rádio sérvia B92 leva a cabo uma votação para escolher as melhores 100 músicas de sempre da Sérvia e da antiga ex-Jugoslávia. A música Par Godina za Nas é votada como a melhor de todos os tempos. Em 2011, numa outra votação realizada pela Rádio Belgrado, as músicas Krug e Par Godina za Nas entram na lista final das 60 melhores canções de sempre lançadas pela editora discográfica PGP-RTB/PGP-RTS.
Em Julho de 2011, o jardim em frente ao Centro da Juventude de Belgrado (também conhecido como Dom Omladine, local de algumas das melhores actuações ao vivo dos EKV), recebe o nome de Milan Mladenović.
No final de 2011, é lançada uma biografia de Margita Stefanović, intitulada Osećanja. O. Sećanja (Sentimentos. Sobre. Lembranças), da autoria de Lidija Nikolić.
Em 2012, é lançado o livro Dečak iz Vode (Rapaz da Água), que contém as traduções das letras e dos poemas de Milan Mladenović para alemão, partindo este trabalho de uma colaboração entre o jornalista Milorad Živojnov e a tradutora Elvira Veselinović.

## Formação

### Membros
- Milan Mladenović — vocais, guitarra
- Margita Stefanović "Magi" - teclado, piano, vocais de apoio (1982 - 1994)
- Bojan Pečar — baixo (1983 - 1990)
- Dragomir Mihajlović "Gagi" — guitarra (1982 - 1984)
- Ivan Fece "Firchie" — bateria (1984 - 1985 e 1988)
- Dušan Dejanović — bateria (1982)
- Branko Kuštrin "Mango" — bateria (1982 - 1983)
- Ivan Vdović "VD" — bateria (1983 - 1984)
- Ivan Ranković "Raka" — bateria (1985 - 1987)
- Srđan Todorović "Žika" — bateria (1987 - 1990)
- Marko Milivojević — bateria (1990 - 1994)
- Zoran Radomirović "Švaba" — baixo (1982)
- Miško Petrović "Plavi" — baixo (1990 - 1991)
- Dušan Petrović — baixo (1991)
- Bata Božanić — baixo (1991)
- Dragiša Uskoković "Ćima" — baixo (1991 - 1993)
- Boško Stanojević "Bole" — baixo (1994)

## Discografia

### Álbuns de estúdio
- 1984 - Katarina II
- 1985 - Ekatarina Velika (Catarina, a Grande)
- 1986 - S vetrom uz lice (Contra o Vento)
- 1987 - Ljubav (Amor)
- 1989 - Samo par godina za nas (Apenas Alguns Anos para Nós)
- 1991 - Dum Dum (Bang Bang)
- 1993 - Neko nas posmatra (Alguém nos Observa)

### Ao vivo
- 1987 - EKV 19LIVE!86
- 1997 - Live 88
- 2001 - Kao u snu - EKV Live 1991 (Como num sonho - EKV Ao Vivo 1991)

### Compilações
- 2007 - EKV Revisited

### Tributos
- 2003 - Kao da je bilo nekad (Como Era Uma Vez)
- 2003 - Jako dobar tattoo - Tribute to EKV (Muito Boa Tatuagem - Tribute to EKV)